# Arthur Davidson (xe máy)
Arthur Davidson Sr. (11 tháng 2 năm 1881 - 30 tháng 12 năm 1950) là một doanh nhân người Mỹ. Ông là một trong bốn người sáng lập ban đầu của Harley-Davidson.

## Đầu đời
Arthur Davidson được sinh ra ở Milwaukee, Wisconsin, đến William C Davidson (1846-1923), người sinh ra và lớn lên ở Angus, Scotland và Margaret Adams McFarlane (1843-1933) gốc Scotland từ khu định cư nhỏ của Scotland ở Cambridge, Wisconsin và cùng nhau nuôi 5 đứa con, Janet May, William A., Walter, Arthur và Elizabeth. Ông nội của Arthur, Alexander "Sandy" Davidson (từ Aberlemno, Scotland) và Margaret Scott  di cư từ Scotland đến Hoa Kỳ vào năm 1858 với sáu đứa con của họ, bao gồm cả cha của Arthur, William.
Cuối cùng họ định cư ở Wisconsin và chính tại đó, vào năm 1903, Arthur, đã hợp tác với William S. Harley, làm xe máy tronggararra của gia đình anh. Một trong những trò tiêu khiển yêu thích của Davidson là câu cá ở vùng hoang dã Wisconsin, nơi đã truyền cảm hứng cho anh ấy tạo ra một chiếc xe máy, "sẽ làm việc những khác thay vì đạp xe đạp". Ông là một người kể chuyện, người bán hàng và người ái quốc. Trong Thế chiến I và II, Arthur và công ty đã chuyển hướng sản xuất xe máy để hỗ trợ quân đội Hoa Kỳ. Đạo luật này đã được tưởng thưởng khi các đội quân trở về sẵn sàng, được đào tạo và sẵn sàng mua xe máy mang nhãn hiệu Harley-Davidson.
Câu chuyện "Chú mật ong" là một trong những câu chuyện gia đình kể về Davidson và một khoảnh khắc quan trọng cho số phận của công ty Harley-Davidson. Một ngày ngay sau khi người phụ nữ dọn dẹp của Davidson đến thăm, anh phát hiện ra số tiền hạt giống mà anh đã cất giữa nệm để bắt đầu Harley-Davidson bị mất.  Davidson đã có thể vay 500 đô la vốn đầu tư mạo hiểm cần thiết cho Harley-Davidson từ một người chú sở hữu một trang trại ong ở Madison, Wisconsin. Từ đó trở đi, người chú được gọi là "Chú mật ong" vì đã giúp doanh nghiệp cất cánh. Trang trại nuôi ong trên hồ Mendota sau đó đã được bán cho Đại học Wisconsin Wisconsin Madison và hiện được gọi là Điểm dã ngoại trong Khu bảo tồn thiên nhiên Lakeshore.
Arthur Davidson đã được ghi nhận với khẩu hiệu "Take the Work out of Bicycling", điều này đã truyền cảm hứng cho anh ấy và người bạn Harley 21 tuổi của anh khi họ làm việc không mệt mỏi trong một nhà kho 10 x 15 feet.
Arthur Davidson Sr đã bị giết chết ở tuổi 69 trong một tai nạn giao thông giữa hai ô tô cách nhà Davidson 3 dặm (4,8 km) về phía nam, ở một trang trại bò sữa, trên Quốc lộ Wisconsin 59 gần Waukesha, Wisconsin vào ngày 30 tháng 12 năm 1950. Vợ của Davidson, Clara, cũng bị giết trong vụ tai nạn cũng như Dorothy và Donald Jeffery. Davidson đã được cứu sống sót nhờ ba đứa con của mình, Margaret, Arthur Jr. và James Davidson.

## Đại sảnh danh vọng lao động
Bởi vì Arthur Davidson, William A. Davidson, Walter Davidson và William S. Harley, "cả hai đều sử dụng và tin tưởng vào các sản phẩm của mình và dựa vào sự cống hiến của nhân viên để sản xuất xe máy chất lượng", bốn người đàn ông được giới thiệu vào Đại sảnh Danh vọng Lao động.